# 柴雞蛋
柴雞蛋（Chia Jidan）本名朱文嬌 （Zhu Wenjiao）是一位中國大陸女作家、編劇、製片人、導演。早年於連城讀書連載網絡小說，代表作品包括《上癮》（你丫上癮了）、《鋒芒》、《逆襲》、《勢不可擋》等。於2015年成立北京鋒芒文化傳播有限公司，並擔任法定代表人與總經理

## 主要經歷
柴雞蛋自2009年開始創作多部網路小說，其作品《逆襲》、《上癮》（你丫上癮了）、《勢不可擋》相繼被改編成網路劇，並在中國大陸及部分海外地區播出。
她的作品《逆襲》於2015年改變成網絡電視劇《逆襲之愛上情敵》於優酷視頻播放。 該作品《逆襲》於2025年被改編成網絡電視劇《逆愛》在多個海外平台播出，包括北美、日本、韓國和泰國等。 柴雞蛋為《逆愛》的編劇和出品人。 
她的作品《上癮》（你丫上癮了）於2016年被改編成網絡電視劇《上癮》於多個線上平台播放，包括中國大陸平台和海外平台上播放。該電視劇於2016年1月播出後，因其題材敏感，在不足一個月內被全網下架。 之後於2023年被改編成網絡電視劇《哥哥你別跑》（Stay With Me）於海外平台播放。 於2024年該作品再次被改編成泰國電視劇《Heroin The Series》（รักร้าย นายเสพติด）。
其作品《勢不可擋》於2018年被改變成網絡電視劇《盛勢》於線上網絡平台播放。

## 已正式出版作品
| 小說作品     | 發表年份 | 出版社             | 收錄於       |
| 鋒芒         | 2014年   | 團結出版社         | 《鋒芒》     |
| 你丫上癮了？ | 2016年   | 時報出版           | 《上癮》     |
| 你丫上癮了？ | 2021年   | 天津人民出版社出版 | 《海若有因》 |
| 鋒芒         | 2021年   | 廣東旅遊出版社     | 《鋒芒》     |

## 網絡連載作品
| 小說作品     | 連載年份 | 連載平台 | 連載狀態 |
| 你丫上癮了？ | 2013年   | 連城讀書 | 已完結   |
| 逆襲         | 、       | 連城讀書 | 已完結   |
| 勢不可擋     | 2014年   | 連城讀書 | 已完結   |
| 鋒芒         | 2014年   | 連城讀書 | 已完結   |

## 改編電視劇
| 電視劇                          | 播出年份          | 播放平台                                                                | 改編自       |
| 逆襲之愛上情敵                  | 2015年8月9日      | 優酷視頻                                                                | 《逆襲》     |
| 上癮                            | 2016年1月29日     | 愛奇藝、騰訊視頻、Youtube、優酷視頻                                     | 《上癮》     |
| 哥哥你別跑（Stay With Me）      | 2023年7月7日      | Youtube、GagaOOLala、Rakuten Viki                                       | 《上癮》     |
| 上癮（泰國版）（รักร้ายนายเสพติด） | 2024年8月13日     | 騰訊視頻國際版                                                          | 《上癮》     |
| 盛勢                            | 原定2018年2月12日 | 原定騰訊視頻、愛奇藝（台灣），後於漫放app                               | 《勢不可擋》 |
| 逆愛                            | 2025年6月16       | Youtube、GagaOOLala、RakutenViki、Viu、Heavenly／DailyShort、Rakuten TV | 《逆襲》     |

## 外部連結
- 柴雞蛋FM的新浪微博
- 柴雞蛋的抖音